# Stazione di Ponte Resia
La stazione di Ponte Resia (in tedesco Reschenbrücke) era una fermata ferroviaria posta alla diramazione delle linee Bolzano-Merano e Bolzano-Caldaro a servizio del centro abitato di Bolzano.

## Storia
La fermata venne inaugurata nel 1947 ed ebbe fin da subito funzione di diramazione tra le ferrovie per l'Oltradige e per il Burgraviato.
Il 1º gennaio 1960 la Società per Azioni Ferrovia del Renon subentrò alla Società Anonima Ferrovia Transatesina (SAFT) nell'esercizio della Bolzano-Caldaro che già nell'agosto 1963, in considerazione del cattivo stato di rotabili e impianti, cessò il servizio passeggeri sostituendolo con autocorse; la fermata continuò ad essere percorsa dai treni merci per Caldaro fino al 28 giugno 1971. La stazione perse così la funzione di interscambio.
Il servizio per Merano continuò fino al 1980, anno in cui venne aperta la variante della Bolzano-Merano costruita più a est rispetto al tracciato originale, allo scopo di evitare due passaggi a livello.

## Strutture e impianti
La differente tensione di alimentazione delle due linee, a 1200 V quella per Caldaro e a 3000 V quella per Merano, sempre in tensione continua, impose l'adozione di una terza rotaia laterale a servizio dei treni impegnati nella prima relazione, impianto che caratterizzava il binario della fermata.